# Cryptophagus peregrinus
Cryptophagus peregrinus là một loài bọ cánh cứng trong họ Cryptophagidae. Loài này được Woodroffe & Coombs miêu tả khoa học năm 1961.